# Alessandro Cagno
Alessandro Cagno, italijanski dirkač, * 2. maj 1883, Torino, Italija, † 23. december 1971, Torino, Italija.
Na prvi večji dirki je nastopil v sezoni 1903, ko je zasedel tretje mesto na Dirki po Ardenih v kategoriji lahkih dirkalnikov. V naslednji sezoni 1904 je dosegel svojo prvo zmago na manjši dirki Susa-Montecenisio, v sezoni 1907 je zmagal na dirki Coppa della Velocita, v zgodovino motošporta pa se je zares zapisal v sezoni 1906 z zmago na premierni dirki Targa Florio z Italo. V sezoni 1908 je dosegel tretje mesto na dirki znamenite Coppa Florio, nato pa po nekaj letih dirkaške upokojitve dosegel zmago še na dirki za Veliko nagrado Vetturetta v sezoni 1923 s Fiatom 802, po odstopu na naslednji dirki za Veliko nagrado Cremone pa se je dokončno upokojil kot dirkač. Umrl je leta 1971 v visoki starosti.